# Vilanova de Prades
Vilanova de Prades – gmina w Hiszpanii, w prowincji Tarragona, w Katalonii, o powierzchni 21,34 km². W 2011 roku gmina liczyła 129 mieszkańców.